# Masiakasaurus knopfleri
Masiakasaurus knopfleri es la única especie conocida del género extinto Masiakasaurus (gr. "lagarto" + mlg "vicioso") de dinosaurio terópodo noasáurido que vivió a finales del período Cretácico, hace aproximadamente 70 millones de años, en el Maastrichtiense, en lo que hoy es Madagascar. 

## Descripción

Comparación de tamaño

A diferencia de la mayoría de los terópodos, los dientes frontales de M. knopfleri se proyectaron hacia adelante en lugar de hacia abajo. Esta dentición única sugiere que tenían una dieta especializada, que tal vez incluía peces y otras presas pequeñas. Otros huesos del esqueleto indican que Masiakasaurus eran bípedos, con extremidades anteriores mucho más cortas que las posteriores. M. knopfleri alcanzó una longitud estimada del cuerpo adulto de alrededor de 1,8 a 2 metros de longitud.

### Cráneo

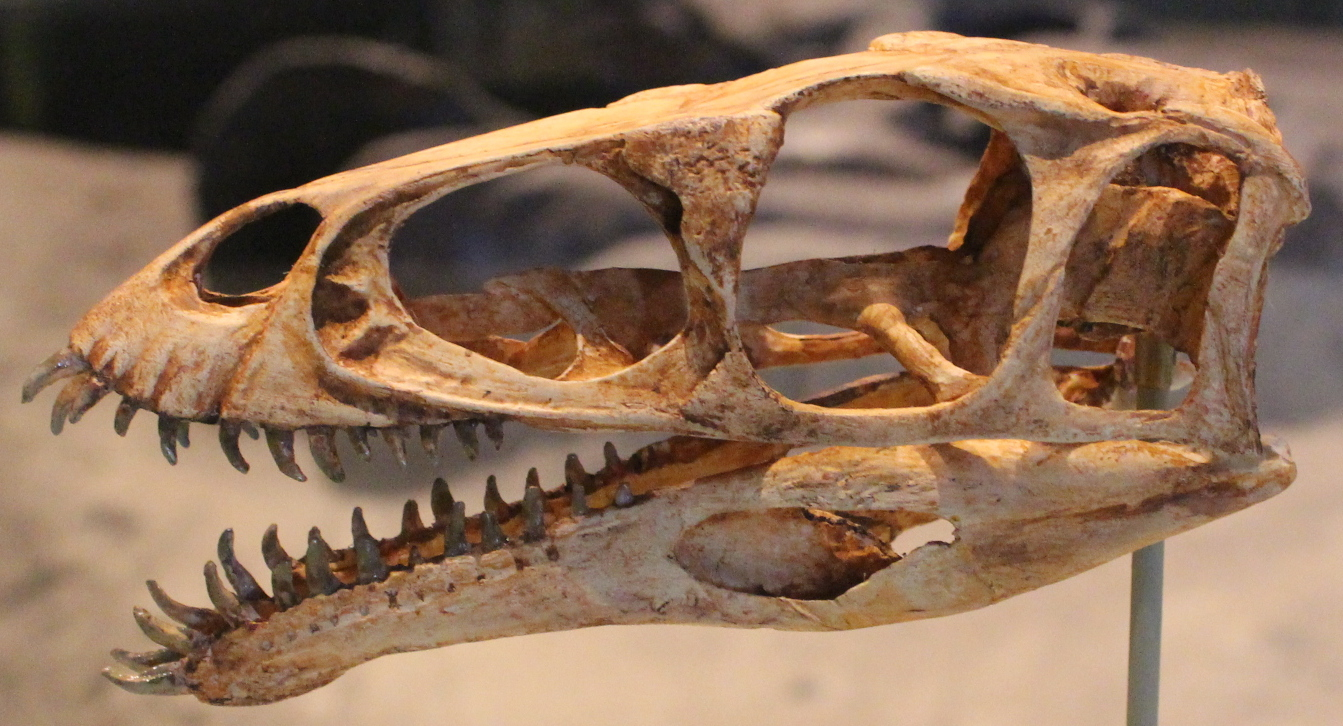
Cráneo reconstruido, Field Museum of Natural History

La característica más distintiva de Masiakasaurus son los dientes frontales que se proyectan hacia adelante o procumbentes. Los dientes son heterodontos , lo que significa que tienen diferentes formas a lo largo de la mandíbula. Los primeros cuatro dientes dentados de la mandíbula inferior se proyectan hacia adelante, con el primer diente en ángulo solo 10 ° por encima de la horizontal. Estos dientes son largos y en forma de cuchara con bordes enganchados. Tienen carinas, o bordes afilados, que están débilmente aserrados. Las estrías son más evidentes a lo largo del borde posterior de los dientes posteriores en la parte posterior de la mandíbula, que también son recurvados y comprimidos lateralmente, aplanados desde el lado, pareciéndose a los dientes menos diferentes de los de otros dinosaurios carnívoros. El margen de la mandíbula inferior en el extremo rostral se curva hacia abajo para que los alvéolos de los dientes frontales se dirigen hacia adelante. De hecho, el alvéolo del primer diente está situado en realidad más bajo que el borde inferior del resto de la mandíbula inferior.

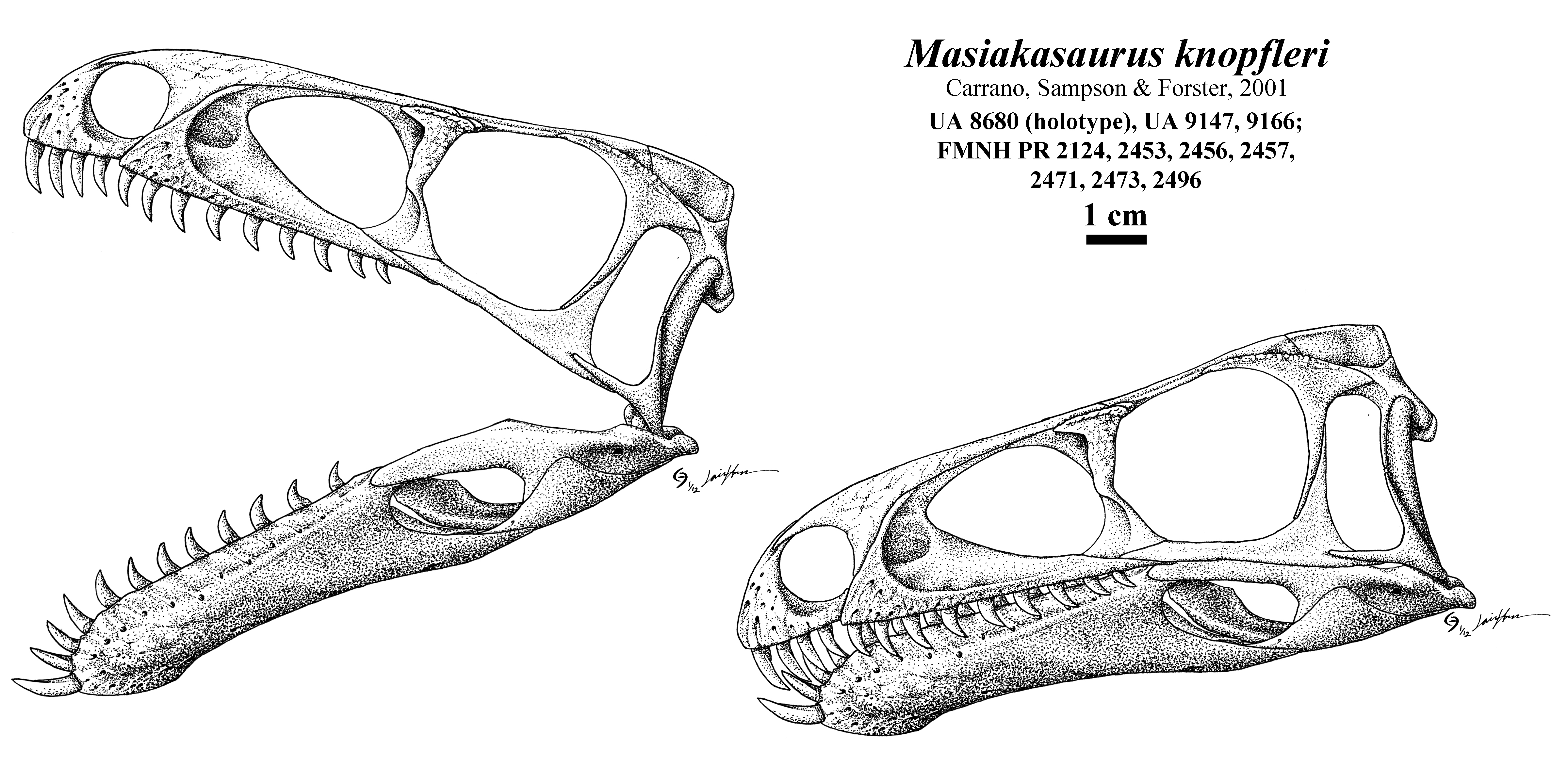
Diagrama del cráneo.

La parte inferior del borde posterior del dentario tiene una punta larga, conocida como proceso ventral. Esto difiere de la situación en los abelisáuridos, que tienen un proceso ventral mucho más corto. Por otro lado, la parte superior del borde posterior del dentario es muy similar a la de los abelisáuridos como Majungasaurus y Carnotaurus. Esta parte del hueso posee una matriz de cuatro estructuras pequeñas, tres de las cuales forman una cuenca que se conecta al hueso surangular en la parte posterior de la mandíbula inferior. Aunque el hueso surangular no está preservado, otros huesos de la mandíbula inferior sí lo están, incluido un hueso angular triangular, un hueso prearticular suavemente curvado y un hueso articular dañado pero notablemente cóncavo . El ángulo y el prearticular formaron el borde inferior de una mandíbula inferior grande y redondeada, conocida como fenestra mandibular, mientras que el hueso articular formó la parte inferior de la articulación de la mandíbula. También se ha preservado un hioides largo y afilado.
Los dientes frontales de la mandíbula superior también están procumbentes, y el margen de los premaxilares se curva ligeramente hacia arriba para dirigirlos hacia afuera. A diferencia de los cráneos de abelisáuridos, que son muy profundos, el cráneo de Masiakasaurus es largo y bajo. Los huesos lagrimales y postorbitales alrededor del ojo están texturizados con proyecciones irregulares. Sin incluir las mandíbulas y los dientes altamente modificados, el cráneo de Masiakasaurus posee muchas características generales de ceratosaurios. En general, su morfología es intermedia entre los abelisauridos y los ceratosaurios más basales.

### Vértebras
El cuello es relativamente estrecho en comparación con los abelisauridos y las costillas gruesas del cuello. Si bien muchos terópodos tienen cuellos en forma de S, las costillas harían que el cuello fuera bastante rígido en Masiakasaurus y la parte posterior del cuello se coloca casi horizontalmente, dándole solo una curva más leve. Al igual que las de otros abelisauroides, las vértebras están muy neumáticas o huecas y tienen espinas neurales relativamente cortas. Sin embargo, la neumática se limita al cuello y ante todo a las vértebras posteriores. Las cavidades neumáticas también están presentes en la base del cráneo.

### Extremidades anteriores
Al igual que en otros ceratosaurios, la escápula y el coracoides se fusionan en un solo hueso, el escapulocoracoides . Este hueso es muy grande y ancho, incluso en comparación con la condición de otros ceratosaurios. La porción de la escápula, por encima de la cavidad glenoidea o del brazo, se estrecha hacia la parte posterior mientras que la porción coracoidea, debajo de la cavidad glenoidea, se expande en una estructura en forma de cuchilla curva. Mientras que los abelisáuridos tienen brazos de tamaño extremadamente reducido, Masiakasaurus y otros noasáuridos tenían extremidades anteriores más largas. El húmero, hueso de la parte superior del brazo, es delgado y los huesos conocidos de la mano son relativamente cortos. El género relacionado Noasaurus tiene un ungual raptorial grande y curvo, formando una garra, que originalmente se interpretó como una garra de pie en forma de hoz como en dromeosáuridos como Velociraptor. Más recientemente, esto ha sido revaluado como una garra de la mano. La penúltima falange , el hueso del dedo que precede inmediatamente al ungual raptorial en Noasaurus, también se conoce en Masiakasaurus y tiene una apariencia similar. El ungual ampliado, sin embargo, es desconocido en Masiakasaurus. Se supone que los miembros de este género tenían cuatro dedos, siendo los dos dedos del medio los más largos como en otros ceratosaurios.

## Descubrimiento e investigación

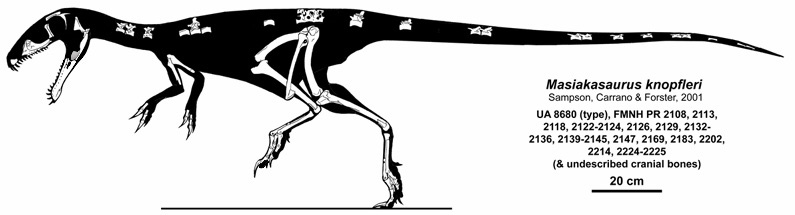
Restauración esquelética que muestra restos de varias muestras.

Se han encontrado restos de Masiakasaurus en la Formación Maevarano del Cretácico Tardío en el noroeste de Madagascar y se describieron por primera vez en la revista Nature en 2001. Se recolectaron huesos fragmentarios que comprenden alrededor del 40% del esqueleto cerca de la aldea de Berivotra. Se encontraron varias partes del cráneo, incluidos los dientes distintivos. También se recogieron el húmero, el pubis, las extremidades posteriores y varias vértebras. En malgache, masiaka significa "vicioso", así, el nombre del género significa "lagarto vicioso". La especie tipo, Masiakasaurus knopfleri, lleva el nombre del músico Mark Knopfler, cuya música inspiró al equipo de la expedición. Fue nombrado en 2001 por Scott D. Sampson, Matthew Carrano y Catherine A. Forster. A diferencia de la mayoría de los terópodos, los dientes frontales de M. knopfleri proyectado hacia adelante en lugar de hacia abajo. Esta dentición única sugiere que tenían una dieta especializada, que tal vez incluía peces y otras presas pequeñas. Masiakasaurus vivió hace unos 70 millones de años, junto con animales como Majungasaurus, Rapetosaurus y Rahonavis. Masiakasaurus era miembro del grupo Noasauridae, pequeños ceratosaurios depredadores que se encuentran principalmente en Gondwana.
En 2011, se describieron especímenes adicionales de Masiakasaurus . Se describieron por primera vez la caja del cráneo, el premaxilar, los huesos faciales, la caja torácica, las porciones de las manos y la cintura escapular, y gran parte de la columna vertebral cervical y dorsal. El descubrimiento de este nuevo material aclaró muchos aspectos de la anatomía de los noasáuridos y convirtió al género entre los dinosaurios más conocidos. Sin embargo, los nuevos hallazgos no permitieron un estudio detallado de sus relaciones evolutivas entre los ceratosaurios. Con el nuevo material, actualmente se conoce alrededor del 65% del esqueleto.

## Clasificación
En su descripción inicial de 2001, Masiakasaurus fue clasificado como un abelisauroide basal relacionado con Laevisuchus y Noasaurus, dos géneros poco conocidos nombrados en 1933 y 1980, respectivamente. En el año siguiente, 2002, Carrano et al. colocaron a Masiakasaurus junto con Laevisuchus y Noasaurus en la familia Noasauridae. Realizaron un análisis filogenético de abelisauroides utilizando características de Masiakasaurus.

### Filogenia
A continuación se muestra un cladograma de una versión actualizada de su análisis que muestra la colocación filogenética de Masiakasaurus.

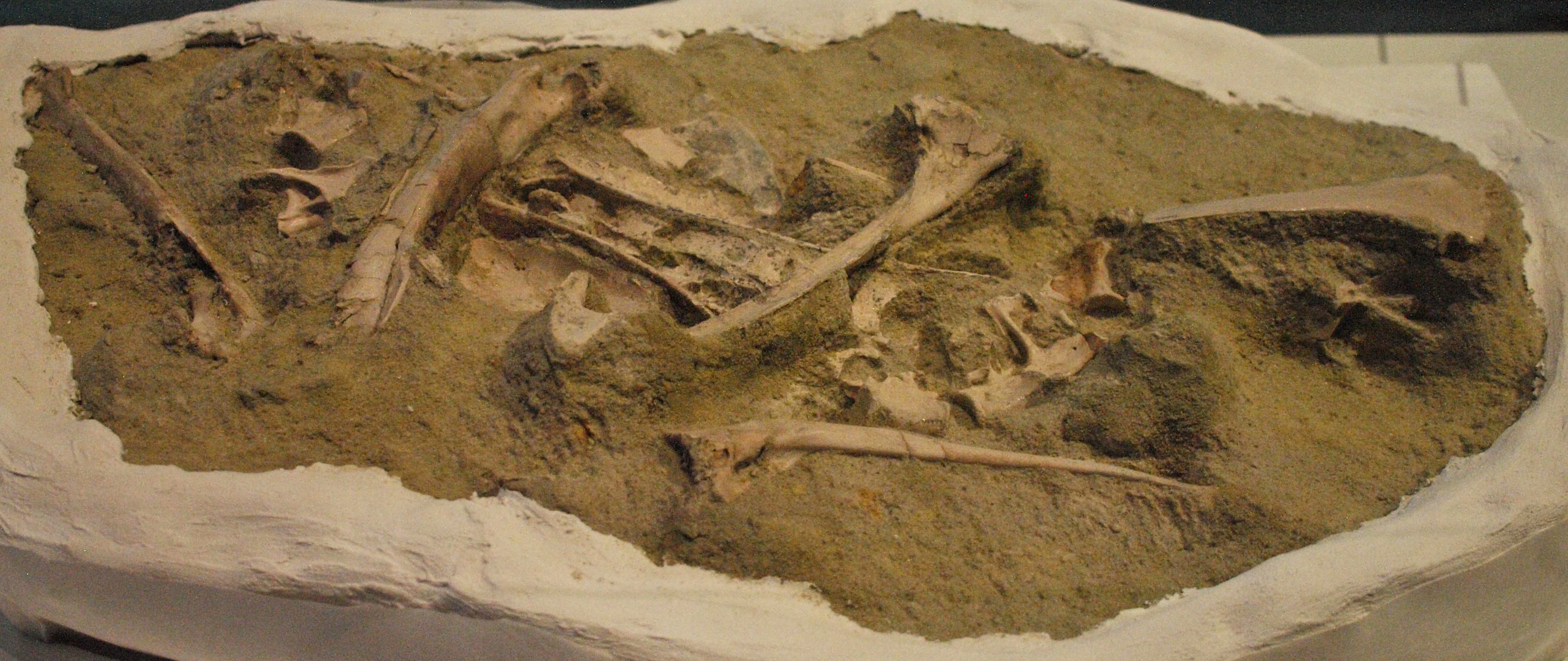
Muestra FMNH PR 2481

|  | Limusaurus                                                  |
|  |                                                             |
|  | \| \| CCG 20011 \| \| \| \| \| \| Elaphrosaurus \| \| \| \| |
|  |                                                             |
|  | CCG 20011                                                   |
|  |                                                             |
|  | Elaphrosaurus                                               |
|  |                                                             |

|  | CCG 20011     |
|  |               |
|  | Elaphrosaurus |
|  |               |

|  | Velocisaurus  |
|  |               |
|  | Noasaurus     |
|  |               |
|  | Masiakasaurus |
|  |               |

|  | Limusaurus                                                  |
|  |                                                             |
|  | \| \| CCG 20011 \| \| \| \| \| \| Elaphrosaurus \| \| \| \| |
|  |                                                             |
|  | CCG 20011                                                   |
|  |                                                             |
|  | Elaphrosaurus                                               |
|  |                                                             |

|  | CCG 20011     |
|  |               |
|  | Elaphrosaurus |
|  |               |

|  | Velocisaurus  |
|  |               |
|  | Noasaurus     |
|  |               |
|  | Masiakasaurus |
|  |               |

|  | Limusaurus                                                  |
|  |                                                             |
|  | \| \| CCG 20011 \| \| \| \| \| \| Elaphrosaurus \| \| \| \| |
|  |                                                             |
|  | CCG 20011                                                   |
|  |                                                             |
|  | Elaphrosaurus                                               |
|  |                                                             |

|  | CCG 20011     |
|  |               |
|  | Elaphrosaurus |
|  |               |

|  | Velocisaurus  |
|  |               |
|  | Noasaurus     |
|  |               |
|  | Masiakasaurus |
|  |               |

|  | Limusaurus                                                  |
|  |                                                             |
|  | \| \| CCG 20011 \| \| \| \| \| \| Elaphrosaurus \| \| \| \| |
|  |                                                             |
|  | CCG 20011                                                   |
|  |                                                             |
|  | Elaphrosaurus                                               |
|  |                                                             |

|  | CCG 20011     |
|  |               |
|  | Elaphrosaurus |
|  |               |

|  | Velocisaurus  |
|  |               |
|  | Noasaurus     |
|  |               |
|  | Masiakasaurus |
|  |               |

|  | Limusaurus                                                  |
|  |                                                             |
|  | \| \| CCG 20011 \| \| \| \| \| \| Elaphrosaurus \| \| \| \| |
|  |                                                             |
|  | CCG 20011                                                   |
|  |                                                             |
|  | Elaphrosaurus                                               |
|  |                                                             |

|  | CCG 20011     |
|  |               |
|  | Elaphrosaurus |
|  |               |

|  | Velocisaurus  |
|  |               |
|  | Noasaurus     |
|  |               |
|  | Masiakasaurus |
|  |               |

|  | Limusaurus                                                  |
|  |                                                             |
|  | \| \| CCG 20011 \| \| \| \| \| \| Elaphrosaurus \| \| \| \| |
|  |                                                             |
|  | CCG 20011                                                   |
|  |                                                             |
|  | Elaphrosaurus                                               |
|  |                                                             |

|  | CCG 20011     |
|  |               |
|  | Elaphrosaurus |
|  |               |

|  | Velocisaurus  |
|  |               |
|  | Noasaurus     |
|  |               |
|  | Masiakasaurus |
|  |               |

|  | Limusaurus                                                  |
|  |                                                             |
|  | \| \| CCG 20011 \| \| \| \| \| \| Elaphrosaurus \| \| \| \| |
|  |                                                             |
|  | CCG 20011                                                   |
|  |                                                             |
|  | Elaphrosaurus                                               |
|  |                                                             |

|  | CCG 20011     |
|  |               |
|  | Elaphrosaurus |
|  |               |

|  | Velocisaurus  |
|  |               |
|  | Noasaurus     |
|  |               |
|  | Masiakasaurus |
|  |               |

|  | Limusaurus                                                  |
|  |                                                             |
|  | \| \| CCG 20011 \| \| \| \| \| \| Elaphrosaurus \| \| \| \| |
|  |                                                             |
|  | CCG 20011                                                   |
|  |                                                             |
|  | Elaphrosaurus                                               |
|  |                                                             |

|  | CCG 20011     |
|  |               |
|  | Elaphrosaurus |
|  |               |

|  | Velocisaurus  |
|  |               |
|  | Noasaurus     |
|  |               |
|  | Masiakasaurus |
|  |               |

## Paleobiología

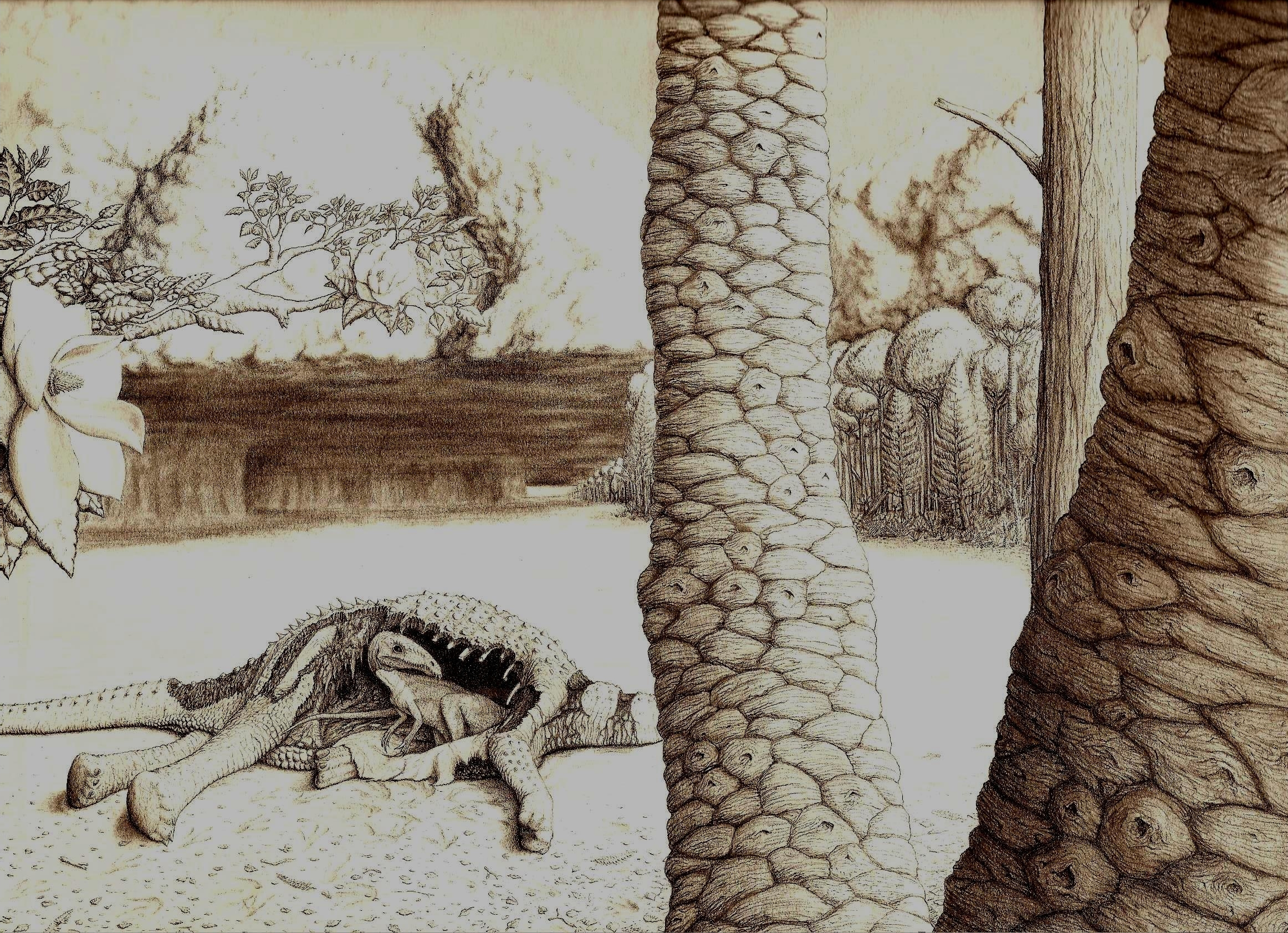
Masiakasaurus limpia un cadáver de Rapetosaurus.

Carrano y col. en 2002 distinguieron dos formas de Masiakasaurus , una forma robusta y una forma grácil. La forma robusta incluye muestras con huesos más gruesos y proyecciones más pronunciadas para la fijación de ligamentos y músculos. La forma grácil incluye especímenes que son más delgados y tienen uniones musculares menos pronunciadas. También tiene tibias no fusionadas, a diferencia de las tibias fusionadas de la forma robusta. Estas dos variedades pueden ser una indicación de dimorfismo sexual en Masiakasaurus, pero también pueden representar dos poblaciones distintas.
Un espécimen de Masiakasaurus , un escapulocoracoide derecho, tiene agujeros que pueden ser marcas de punción por depredación o carroñeo. Majungasaurus, un gran abelisáurido de la Formación Maevarano, puede haber cazado a Masiakasaurus. Los agujeros también pueden haber sido el resultado de una infección.

### Dieta
Los dientes frontales de procreación de Masiakasaurus probablemente fueron una adaptación para agarrar presas pequeñas. Habrían sido inadecuados para separar alimentos más grandes. En la parte frontal de las mandíbulas, las carinas están restringidas a la base de los dientes y no se habrían utilizado para rasgar presas. Sin embargo, los dientes posteriores comparten las mismas características generales que los de la mayoría de los otros terópodos, lo que sugiere que cumplían una función similar en Masiakasaurus, para cortar y rebanar.
Se han propuesto varios comportamientos de alimentación para Masiakasaurus sobre la base de su dentición inusual. Debido a que los dientes frontales habrían sido adecuados para agarrar, Masiakasaurus pudo haber consumido pequeños vertebrados, invertebrados y posiblemente incluso frutas.

### Crecimiento
En 2013, Lee y O'Connor observaron que Masiakasaurus sería un buen tema para un análisis del crecimiento de terópodos, teniendo en cuenta que hay una gran cantidad de material fósil para examinar desde una amplia gama de etapas ontogenéticas. El estudio mostró que Masiakasaurus creció de manera determinante y alcanzó la madurez completa con un tamaño de cuerpo pequeño. Las teorías competitivas de que los especímenes de Masiakasaurus representan la forma juvenil de un terópodo de cuerpo más grande no fueron respaldadas por los datos. Masiakasaurus tardó 8 a 10 años en crecer el tamaño de un perro grande. Esto indica una tasa de crecimiento que es un 40 % más lenta que la de los terópodos no aviarios de tamaño comparable, un hallazgo respaldado por la prominencia inusual del hueso de fibras paralelas que se sabe que está asociado con un crecimiento relativamente lento. Sin embargo, los individuos de este género crecieron un 40 % más rápido que los crocodilianos. Lee y O'Connor notaron que la evolución del crecimiento lento le dio a este dinosaurio la ventaja de minimizar la inversión nutricional asignada hacia el crecimiento estructural mientras vivía en un ambiente semiárido y estacionalmente estresante.